# 單工通訊

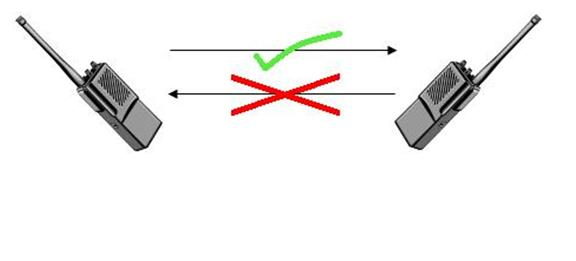
單工的無線電通訊

單工通訊（英語：Simplex communication）是指只能單向傳輸資料的通訊頻道。国际电信联盟（ITU）對於單工通訊的定義是在特定時間下只能單向傳輸資料的頻道，但其資料傳輸方向可以調整，在一些文獻中會將資料傳輸方向可調整的通訊稱為半雙工。
若是考慮只能單向傳輸資料（且無法調整資料傳輸方向）的單工通訊，可以用單行道來說明，只允許某一方向的車輛通過，另一方向的車輛永遠無法通過。
像電視及無線電廣播即為單工通訊，資料由一個發射器送出，由多個接收器接收。一對雙向廣播的无线对讲机在任意時間只能有一方說話，另一方只能聽，一直到對方沒有說話時才能適時說話，若是以ITU的定義，這也是單工通訊。傳輸介質（空氣中的無線電波）在任一時間都只單向傳遞資訊。 
以前的西联公司用 「單工通訊」來描述1928年在纽芬兰岛及亞速群島之間的大西洋電報電纜的單工及半雙工通訊。而美国消防协会在2002年也使用相同的「單工通訊」定義。
全雙工的通訊頻道可以利用二個反向的單工通訊來實現。